# Lionel Zinsou
Lionel Zinsou (n. París, Francia, 23 de octubre de 1953) es un economista y político franco-beninés. Entre 2015 y 2016 fue Primer ministro de Benín, siendo la última persona en ejercer dicho cargo. Se presentó como candidato en las elecciones presidenciales de Benín de 2016, por el partido del presidente saliente Yayi Boni, Fuerzas Cauris para un Benín Emergente, pero fue derrotado por Patrice Talon.

## Biografía

### Primeros años
El padre de Zinsou era de Benín, entonces una colonia francesa conocida como Dahomey. Zinsou es también sobrino del expresidente Émile Derlin Henri Zinsou, que ejerció la jefatura de estado de la República de Dahomey entre 1968 y 1969. Nacido en París, es un graduado de la Escuela Normal Superior y la Escuela de Economía de Londres. Desarrolló una estrecha relación con el político socialista francés Laurent Fabius y trabajó con él a mediados de la década de 1980 mientras que el segundo estaba en el gobierno.

### Carrera política
Zinsou era socio de banqueros Rothschild antes de unirse a los fondos de inversión PAI Partners en 2008. También fue asesor especial del Presidente de Benín, Yayi Boni, de 2006 a 2011. En 2013, la Fundación Zinsou abrió en Ouidah, Benín, el primer museo de arte contemporáneo en el África subsahariana fuera de Sudáfrica.
El 18 de junio de 2015, Yayi Boni nombró a Zinsou Primer ministro, dejándolo a cargo de su gabinete presidencial en un gobierno de 27 miembros. El puesto de Primer ministro no figuraba en la constitución de Benín de 1990, y desde que dicha constitución entró en vigor y la mayor parte del período de presidencial de Yayi Boni, casi nadie había ocupado el cargo. Debido a que el nombramiento ocurrió en los últimos diez meses de mandato de Yayi Boni, se especuló que era un modo de designarlo su sucesor, ya que estaba constitucionalmente impedido para buscar la reelección al haber superado el límite de dos mandatos. El 1 de diciembre de ese mismo año, Zinsou confirmó su candidatura a la presidencia por el partido de Yayi Boni, Fuerzas Cauris para un Benín Emergente. Dijo que se centraría en la financiación de la agricultura y ayudar a los trabajadores informales obtener un empleo formal.
Durante una visita a Djougou en el noroeste de Benín, el helicóptero de Zinsou estrelló en un estadio el 27 de diciembre de 2015. El líder político salió ileso.
Las elecciones se celebraron en marzo de 2016. Zinsou obtuvo mayoría simple en la primera vuelta con el 28% de los votos, debiendo pasar a segunda vuelta contra Patrice Talon. Talon recibió el apoyo de varios de los otros candidatos perdedores, lo que se tradujo en una aplastante derrota para Zinsou, que solo recibió el 35% de los votos. Zinsou reconoció la derrota incluso antes del anuncio formal de los resultados, y envió sus felicitaciones a Talon.